# Sérgio Rezende
Sérgio Rezende (Rio de Janeiro, 9 de abril de 1951) é um cineasta brasileiro. É filho dos juristas Valério de Rezende e Nilza Perez de Rezende.
Dirigiu vários filmes biográficos de personalidades brasileiras como Lamarca, Mauá - O Imperador e o Rei, Zuzu Angel, Tancredo Neves e Guerra de Canudos, sendo este último também exibido pela Rede Globo como minissérie.
Entrou numa disputa judicial com Jorge Caldeira, autor do livro Mauá: Empresário do Império, que acusou Sérgio Rezende de plágio por usar diálogos inteiros de seu livro no filme Mauá - O Imperador e o Rei.

## Filmografia
| Ano         | Título                             | Função                                   | Categoria      |
| ----------- | ---------------------------------- | ---------------------------------------- | -------------- |
| 1974        | Pra Não Dizer que Não Competi      | Diretor                                  | Curta-metragem |
| 1975        | Leila Para Sempre Diniz            | Diretor                                  | Curta-metragem |
| 1977        | P.S. Te Amo                        | Diretor                                  | Curta-metragem |
| 1980        | Até a Última Gota                  | Diretor e roteirista                     | Longa-metragem |
| 1982        | O Sonho não Acabou                 | Diretor de fotografia                    | Longa-metragem |
| 1986        | O Homem da Capa Preta              | Diretor e roteirista                     | Longa-metragem |
| 1989        | Doida Demais                       | Diretor e roteirista                     | Longa-metragem |
| 1991        | A Maldição do Sanpaku              | Autor do argumento e Roteirista          | Longa-metragem |
| 1994        | Lamarca                            | Diretor e roteirista                     | Longa-metragem |
| 1997        | Guerra de Canudos                  | Diretor e roteirista                     | Longa-metragem |
| 1999        | Mauá - O Imperador e o Rei         | Autor do argumento, Diretor e Roteirista | Longa-metragem |
| 2000        | Quase Nada                         | Ator, Diretor e Roteirista               | Longa-metragem |
| 2003        | Onde Anda Você                     | Autor do argumento, Diretor e Roteirista | Longa-metragem |
| 2004        | O Cinema é Meu Jardim              | Diretor                                  | Documentário   |
| 2006        | Zuzu Angel                         | Diretor                                  | Longa-metragem |
| 2009        | Salve geral                        | Diretor e roteirista                     | Longa-metragem |
| 2014 - 2017 | Questão de Família                 | Diretor e roteirista                     | Série          |
| 2015        | Em Nome da Lei                     | Diretor e roteirista                     | Longa-metragem |
| 2017        | O Paciente - O Caso Tancredo Neves | Diretor                                  | Longa-metragem |
| 2021        | O Jardim Secreto de Mariana        | Diretor e roteirista                     | Longa-metragem |